# Žatec
Žatec (tjekkisk udtale: [ˈʒa.tɛt͡s] ; tysk: Saaz) er en by i distriktet Louny  i regionen Ústí nad Labem i Tjekkiet med omkring 19.000 indbyggere. Den ligger ved floden  Ohře. Den historiske bykerne er velbevaret og er beskyttet ved lov som et bymæssigt monumentreservat og delvist som en urban monumentzone.
Žatec er berømt for en over 700 år lang tradition for at dyrke Saaz ædelhumle der bliver brugt af flere bryggerier.
Landsbyerne Bezděkov, Milčeves, Radíčeves, Trnovany, Velichov og Záhoří er administrative dele af Žatec.

## Etymologi
Navnet Žatec er afledt af det gamle tjekkiske ord záteč / zateč. Det var en betegnelse for et sted ved en flod, hvor is samler sig i en indsnævret kanal.

## Geografi
Žatec ligger omkring 18 km  vest for Louny og 62 km nordvest for Prag . Det ligger i et landbrugslandskab i Most Basinet . Det højeste punkt er 337 meter over havets overflade. Floden  Ohře  løber gennem byen. Sammenløbet af floderne Ohře og Blšanka ligger på den østlige kommunegrænse.

## Historie
Den første skriftlige omtale af Žatec er i den latinske krønike af Thietmar af Merseburg fra 1004. I 1248 blev Žatec først betegnet som en by. I 1265 modtog den privilegierne som en kongeby fra kong Ottokar 2. af Bøhmen.
I det 16. århundrede havde Žatec omkring 5.000 indbyggere og var en af de mest folkerige byer i kongeriget. I 1827 blev der bygget en kædebro over Ohře, den første kædebro i Bøhmen.
Fra Hussit-krigenes udbrud i 1419 til 30-årskrigen var byen hussitisk eller protestantisk, men efter Slaget ved Det Hvide Bjerg (1620) forlod størstedelen af de tjekkiske indbyggere byen. Den forblev tysk og romersk-katolsk indtil 1945, hvor de tysktalende indbyggere blev udvist til Tyskland. Den 3. juni 1945 blev omkring 5.000 tyske indbyggere samlet på byens torv og marcherede til Postoloprty, hvor mindst 763 blev dræbt, (skønnene rækker op til 2.000 ofre) af tjekkoslovakisk militær i Žatec og på marchen.

## Seværdigheder
Siden 1961 har den historiske kerne af Žatec været beskyttet som et bymæssigt monumentreservat. Det er en samling af vigtige bygninger og arkitektoniske stilarter fra den romanske periode til Art Nouveau.
Siden 2003 har området syd for det historiske centrum været beskyttet som en bymæssig monumentzone. Det er værdifuldt hovedsageligt for dets anlæg relateret til humledyrkning. 
Jomfru Marias himmelfartskirke er et af byens mest betydningsfulde bygningsværker. Den blev oprindeligt bygget i romansk stil, og nogle af dets romanske dele er stadig bevaret. I 1724–1728 blev Sankt Johannes af Nepomuks kapel tilføjet. Omkring 1740 blev vestfacaden ombygget i barokstil. 
Humledyrknings- og bryggertraditionen er bredt repræsenteret i byen. Der er et Humle Museum og et Bryggerimuseum.  Humle og øltemplet er et turistkompleks med flere attraktioner, herunder et udsigtstårn og et lille astronomisk ur.